# Rafael Domínguez
Rafael Domínguez Gamas (Cárdenas, Tabasco, 14 de febrero de 1883-Veracruz, Veracruz, 23 de enero de 1959) fue un maestro normalista, periodista, abogado, escritor y académico mexicano.

## Semblanza biográfica
Obtuvo el título de abogado en el Instituto Juárez con la tesis intitulada La libertad caucional. Fue también maestro normalista, dirigió escuelas primarias en Tacotalpa, Paraíso, y Cárdenas. Impartió clases en su alma mater y ejerció su profesión en Tabasco. Paralelamente publicó sus trabajos literarios en los periódicos Alba, El Renacimiento y El Eco de Tabasco. En 1914, se estableció en el puerto de Veracruz y colaboró para el periódico El Dictamen. Fue elegido miembro correspondiente de la Academia Mexicana de la Lengua. Murió el 23 de enero en 1959.

## Obras publicadas
- Un recuerdo de Solferino
- Añoranzas del Instituto Juárez
- Azul como tus ojos: cuentos y pasatiempos literarios, 1925.
- Veracruz en el ensueño y el recuerdo: apuntes de la vida jarocha, 1946.
- Páginas sueltas: entretenimientos literarios, 1946.
- Diccionario general de gentilicios, 1948.
- Tierra mía, 1949.
- El ideal de servir, 1957.
- Ensayos críticos de lenguaje